# Mitsubishi F-15J Eagle
Le Mitsubishi F-15J/DJ Eagle (en japonais : 三菱重工業 F-15J イーグル) est un chasseur de supériorité aérienne tout temps biréacteur japonais, en service au sein de la force aérienne d'autodéfense japonaise. Dérivé du F-15C/D Eagle produit par McDonnell Douglas, il a été produit sous licence au Japon par Mitsubishi Heavy Industries, de même que ses évolutions F-15DJ et F-15J Kai.
Le Japon est le plus gros client à l'achat du F-15, hors États-Unis. En plus des missions de combat, les rôles du F-15DJ incluent l'entraînement des pilotes. Le F-15J Kai est une version modernisée du F-15J initial.

## Conception et développement

Un F-15J de la Force aérienne d'autodéfense japonaise au décollage, lors de l'exercice Red Flag Alaska de 2013.

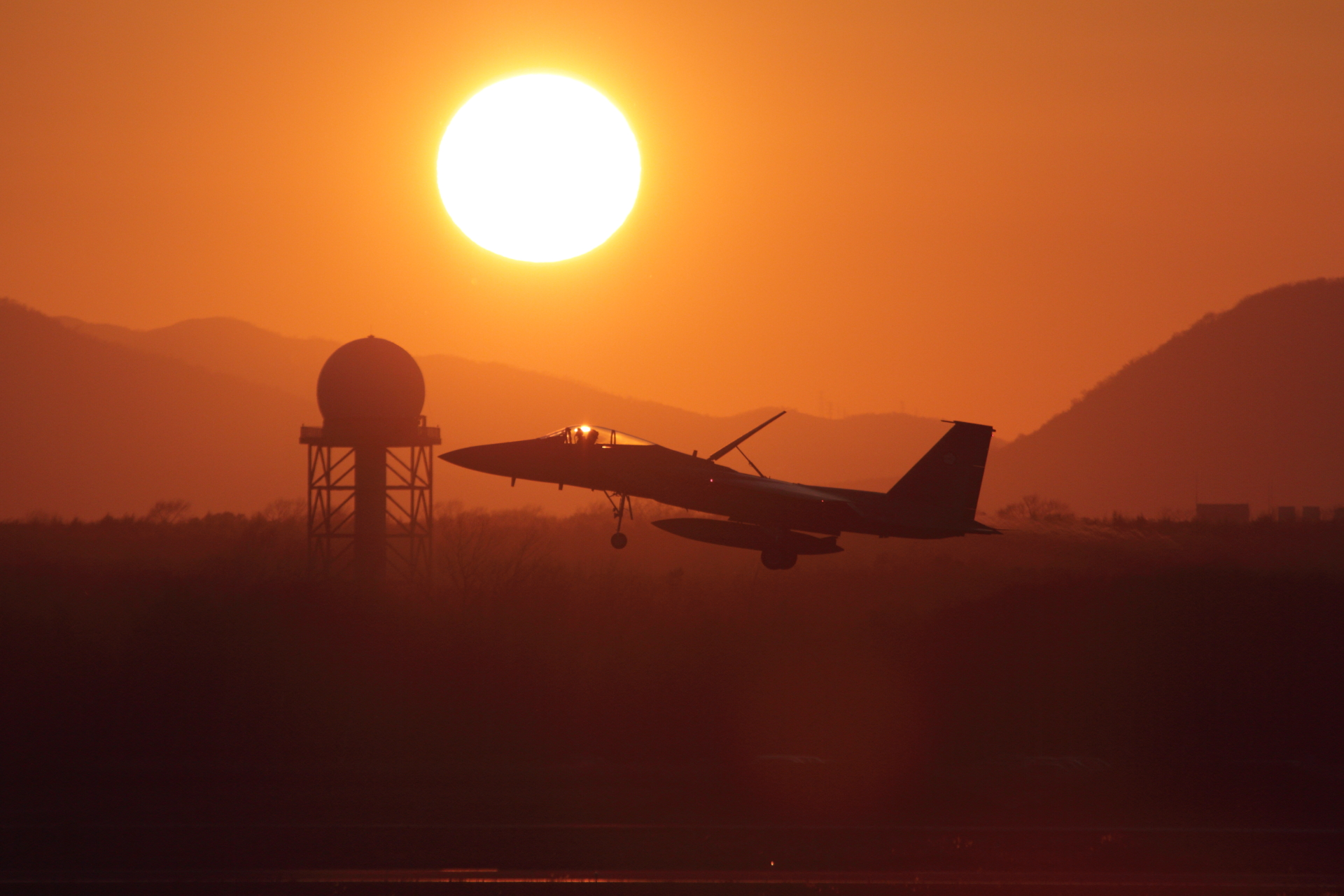
Un F-15J à l'atterrissage sur la base aérienne de Chitose, en 2010.

En juin et juillet 1975, l'Agence de défense japonaise — désormais devenue ministère de la Défense — examina le McDonnell Douglas F-15 Eagle comme l'un des treize candidats potentiels au remplacement des F-104J/DJ Starfighter et F-4EJ Phantom II. Après une première réduction du nombre de participants à seulement sept candidats, parmi lesquels les F-14, F-16, YF-17, Mirage F1, SAAB 37 et TornadoIDS, un monoplace F-15C et un biplace F-15D furent évalués sur la base aérienne Edwards et — après une compétition serrée avec le F-14 —, le 28 décembre 1977, le F-15 fut déclaré vainqueur, le gouvernement prévoyant alors l'achat de 187 F-15J et F-15DJ, le « J » signifiant « Japan » (« Japon », en français). En avril 1978, Mitsubishi Heavy Industries fut désigné comme contractant principal et l'achat d'une licence de production du F-15 fut effectué,,.
Après une étude du Congrès des États-Unis, le département de la Défense des États-Unis (USDoD) retira les systèmes de guerre électronique et les moteurs de l'accord de licence. Initialement, les avions étaient produits aux États-Unis puis exportés vers le Japon. Cette production initiale pour l'export contribua au développement de l'Aviation au sein du complexe militaro-industriel japonais, tout en facilitant la production basique d'avions et en atteignant l'objectif de produire un chasseur correspondant aux besoins du Japon.
La force aérienne d'autodéfense japonaise (en anglais : Japan Air Self-Defense Force, JASDF) acquit 203 F-15J et 20 F-15DJ, chiffres sur lesquels deux F-15J et douze F-15DJ furent produits par McDonnell Douglas à Saint-Louis, dans le Missouri. En avril 1978, un ingénieur japonais fut envoyé à l’usine de McDonnell Douglas, à Saint-Louis. En juillet, 40 ingénieurs de sociétés américaines furent affectés à la production de pièces autorisées pour la production sur le territoire japonais. Surnommé « Peace Eagle » (en français : « Aigle de la paix ») par le programme Foreign Military Sales (FMS, programme facilitant la ventes d'armes à l'étranger) du département de la Défense américain, le premier F-15J produit à Saint-Louis fut livré à l'US Air Force pour son premier vol le 4 juin 1980,. Après avoir effectué 29 vols d'essai, il fut restitué à l'US Air Force, puis effectua un long vol de convoyage vers la base américaine de Kadena, sur l'île d'Okinawa, au Japon, le 15 juillet. Huit autres F-15J furent assemblés en gros ensembles et expédiés vers le Japon pour un assemblage final par Mitsubishi à l'aéroport de Nagoya, le premier de ces appareils (s/n 12-8803) effectuant son vol inaugural le 26 août 1981,. Les compagnies divisèrent la part restante d'avions à produire et les produisirent à partir de 1981, l'assemblage final étant réalisé par Mitsubishi. Concernant les parts de production, Mitsubishi était responsable de la production des sections avant et centrale, l'assemblage final et les essais en vol. Kawasaki devait produire les ailes, la section arrière, les gouvernes et dérives arrière, tandis que Fuji devait produire la verrière, le train d'atterrissage et les éléments en titane.
En 1980, le Gouvernement japonais demanda l'accès à de la technologie avancée, via le forum Japon-États-Unis, mais cette demande fut rejetée. L'Agence de défense japonaise et le département de la Défense américain organisèrent des meetings annuels au sujet de l'assouplissement de la réglementation après qu'un programme fut lancé. Au cours de ces meetings, le représentant du département de la Défense américain donna une réponse qui permit l'accès à des technologies initialement interdites de divers types, incluant les matériaux composites.
À la fin de l'année 1981, les premiers exemplaires de F-15J et DJ furent envoyés au 202nd Tactical Fighter Squadron (en) sur la base aérienne de Nyutabaru, qui fut alors réorganisé en escadron de formation sur Eagle et renommé 23 Flying Training Squadron le 21 décembre 1982. La Force aérienne japonaise développa un plan pour former un premier escadron après la destruction tragique du Boeing 747 du vol 007 Korean Air Lines par un Su-15 soviétique, le 1er septembre 1983. En mars 1984, les nouveaux F-15J commencèrent à remplacer les F-104J du 203rd Tactical Fighter Squadron (en) sur la base aérienne de Chitose, située sur le Détroit de La Pérouse en face de la base aérienne soviétique de Dolinsk-Sokol, cette dernière étant positionnée sur l'île de Sakhaline,.
Le 24 décembre 2018, il fut annoncé que Tokyo envisageait sérieusement la vente de ses F-15 à Washington afin de récolter des fonds pour l'achat futur d'exemplaires du F-35. De son côté, Washington envisagerait de revendre les F-15 à des nations alliées n'ayant que des forces aériennes limitées.
Le Japon est le plus gros client étranger à l'achat du F-15, avec un nombre d'exemplaires commandés représentant 60 % du nombre total d'appareils vendus hors États-Unis (365 exemplaires). Au 31 mars 2018, 201 exemplaires étaient en service, avec un taux de disponibilité de plus de 90 %. Le prix d'achat de chaque exemplaire était d'environ 12 milliards de yens. Il a toutefois diminué avec le temps, le prix d'un exemplaire étant de 8,6 milliards de yens en 1990.

## Caractéristiques techniques

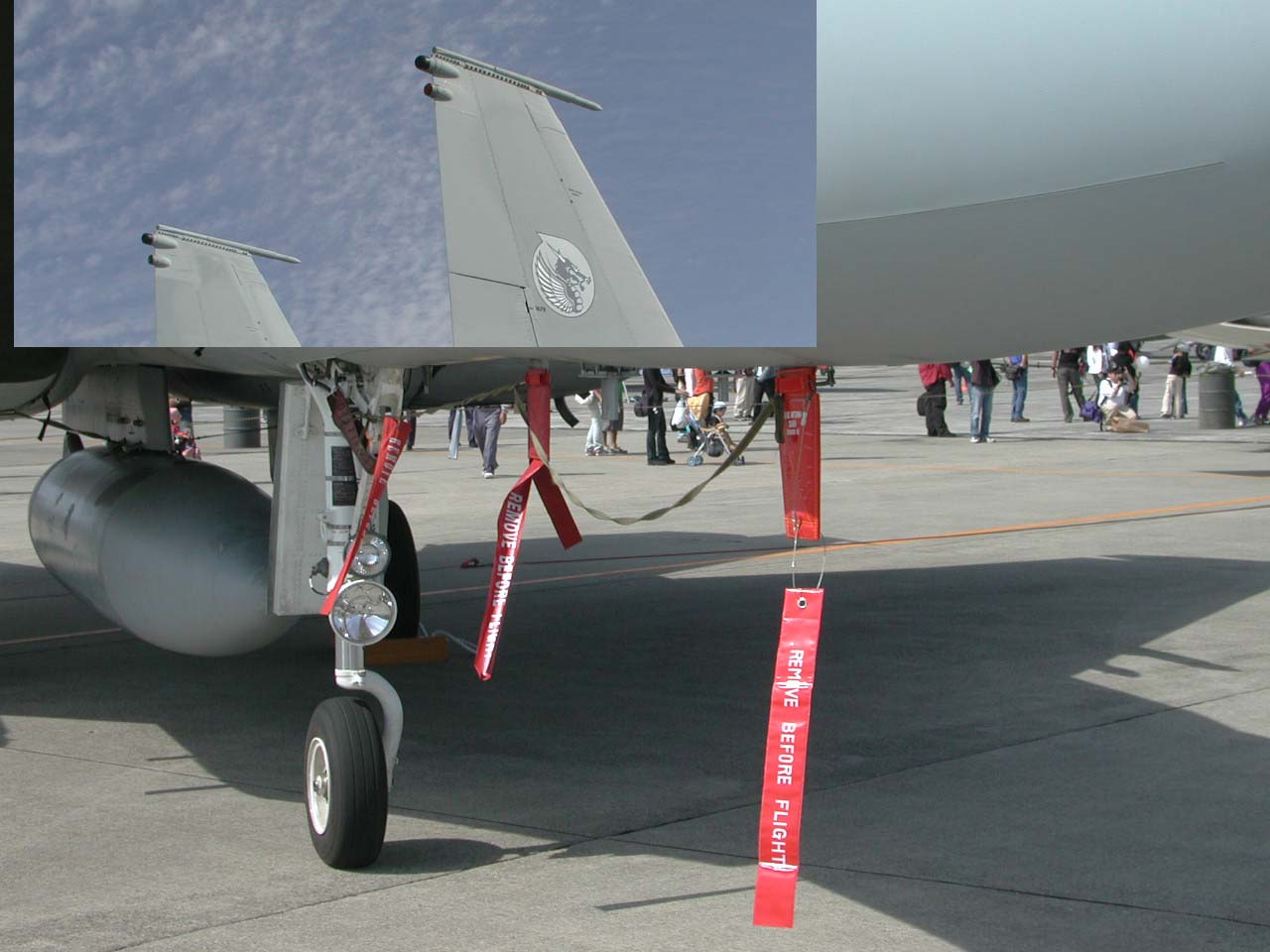
L'emplacement des antennes de contremesures électroniques sur un F-15J MSIP (2005).

Les F-15J et DJ sont identiques aux F-15C et D, à l'exception des contremesures électroniques, du système d'alerte radar et de la capacité nucléaire. Le système de contremesures interne AN/ALQ-135 (en) est remplacé par le système de conception locale J/ALQ-8 et le récepteur d'alerte radar AN/ALR-56 est remplacé par le J/APR-4. Le moteur est le turboréacteur Pratt & Whitney F100, produit sous licence par IHI Corporation. Quelques exemplaires possèdent toujours une unité de mesure inertielle, une version ancienne du système de navigation inertielle actuel. Tous les F-15J et DJ possèdent deux radios UHF, qui sont également capables de fonctionner dans la bande VHF.
Le 17 octobre 1992, le F-15J immatriculé 72-8884 devint incontrôlable pendant un vol d'entraînement et le pilote dut s'éjecter. Cependant, au moment de l'éjection, sa tête vint frapper la verrière et il fut tué. Une correction fut appliquée sur tous les appareils de la flotte en leur ajoutant un brise-vitre permettant de casser la verrière pendant l'éjection.
Le F-15J est caractérisé par une liaison de données tactiques conçue localement, mais il n'est pas compatible avec le système Liaison 16 dont dispose le F-15C de l'US Air Force. Elle fonctionne comme une liaison bidirectionnelle basique avec le réseau terrestre d'interception japonais, et il est limité car il ne s'agit en fait pas d'un véritable réseau. Extérieurement parlant, les autres caractéristiques notables sont les marquages de nationalité et le camouflage, qui emploient des couleurs généralement plus prononcées que celles des avions américains.
Mitsubishi reçut le programme J-MSIP (en anglais : Japan-Multi-Stage Improvement Program, programme d'amélioration en plusieurs étapes du Japon) et, en 1987, commença à faire évoluer les F-15J et DJ. Les améliorations incluaient un ordinateur central, des moteurs plus fiables et à la maintenance plus facile, un système de contrôle d'armement plus performant, ainsi que l'ajout d'un système de contremesures J/APQ-1,. Le F100-PW-220 (IHI-220) fut remplacé par la version plus puissante F100-PW-220E (IHI-220E) avec un réaménagement incluant l'installation d'un système FADEC.
Les différences esthétiques avec les F-15J initiaux — aussi parfois désignés « pré-MSIP » — incluent un système d'intercommunication aéroporté (ICS) J-ALQ-8, avec son antenne installée sous l'entrée d'air d'un des turboréacteurs. La position de l'antenne du récepteur d'alerte radar J/APQ-4 sur les F-15J et DJ est la même que sur les F-15C et D, mais le carénage les recouvrant sur les F-15J et DJ MSIP sont noirs, alors qu'ils sont blancs sur les F-15J et DJ. Sur la version biplace à double commande F-15DJ, étant principalement destinée à l'entraînement des pilotes, certains équipements sont démontés, tel le J/ALQ-8 normalement installé à l'arrière du cockpit. Cette version dispose donc d'un AN/ALQ-31 — de conception allemande — et est équipée d'une nacelle de guerre électronique installée à l'extérieur de l'avion.

### Améliorations et mises à jour

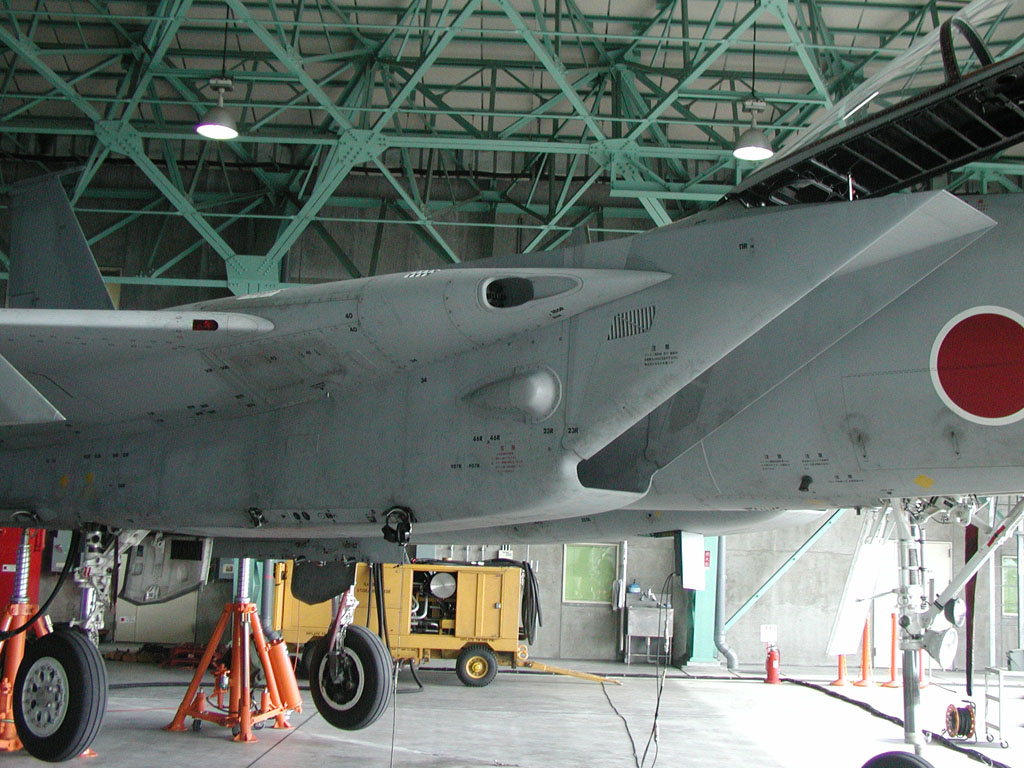
Un F-15J après la seconde phase de modernisation MDTP, avec des modifications notables autour de l'entrée d'air des moteurs (2008).

Les F-15J furent équipés avec le missile air-air japonais AAM-3, une version dérivée et améliorée de l'AIM-9 Sidewinder dotée d'ailerons avant « acérés ». Le Japon cherchait un chasseur avancé pour remplacer le F-15, pendant que la flotte de F-15J existante fut modernisée à de nombreuses reprises. Le premier F-15J amélioré (no 928) réalisa son premier vol le 28 juillet 2003, puis il fut livré à l'escadron de développement de la JASDF le 21 octobre 2003,.
Le 10 décembre 2004, le Gouvernement japonais accepta la mise en place du programme MDTP (pour Mid-Term Defense Program, Programme de défense à moyen terme) visant à moderniser les F-15J MSIP sur une durée de cinq ans, en accord avec les nouvelles lignes directives du Programme de défense national japonais (National Defense Program Guidelines). La mise à jour devait être effectuée par étapes, mais la mise à jour devait finalement inclure un nouveau siège éjectable, des moteurs IHI-220E neufs, un calculateur plus puissant, une génération électrique et des capacités de refroidissement plus élevées, afin de supporter la présence d'une avionique plus importante et l'installation du radar AN/APG-63(V)1,, qui était produit sous licence par Mitsubishi Electric depuis 1997. Raytheon espérait que le radar soit installé sur 80 F-15J. Le nouveau radar était compatible avec le missile AAM-4 (en), la réponse japonaise au missile américain AMRAAM.
En décembre 2004, l’agence de la Défense demanda la modernisation et le déploiement d'avions de reconnaissance et il fut prévu de faire évoluer dix à douze F-15J avec des nacelles contenant des radars à synthèse d'ouverture, développées en collaboration avec Toshiba. Ces appareils remplaceraient alors les RF-4 Phantom II alors en service,.
Le 17 décembre 2009, la mise à jour de reconnaissance disparut du budget de la Défense, après que le Parti démocrate du Japon prit le pouvoir à la suite des élections législatives de 2009, et la priorité fut à la place donnée à l'amélioration du F-15J et du Mitsubishi F-2. Le contrat avec Toshiba fut officiellement annulé en 2011 — ce qui valut à l'État un procès de la part de Toshiba — et le nombre de mises à jour de F-15J passa de 26 à 48, tandis que le ministère de la Défense acheta la modernisation partielle de 38 chasseurs. Toutefois le budget pour une modernisation complète était insuffisant. 48 F-15J devaient recevoir une Liaison 16 et un viseur de casque. Le système de viseur intégré au casque est compatible avec le missile AAM-5 (en), qui doit remplacer l'AAM-3,.
Le 17 décembre 2010, le Gouvernement japonais finança la modernisation de seize F-15J, mais le ministère de la Défense réduisit cette prévision à seulement dix avions.
Le ministère de la Défense n'a pas annoncé de durée de vie ni de date de mise à la retraite des F-15J, mais une fois convertis au dernier standard, il est estimé qu'ils voleront jusqu'en 2025 pour atteindre leur durée de vie initialement prévue de 8 000 heures de vol. Au sein de l'US Air Force, les F-15C et D ont une durée de vie qui a été allongée à 10 000 heures, et une extension à plus du double du potentiel initial, à 18 000 heures, est également envisagée. Des mesures similaires pourraient être envisagées pour le F-15DJ. Toutefois, selon la programmation de la Défense à moyen-terme 2014-2030, les avions antérieurs au programme MSIP n'étant pas éligibles à la modernisation et à la rénovation pourraient être remplacés par de nouveaux chasseurs.
On annonce le 4 février 2022 que 68 F-15J seront portés par au standard Japan Super Interceptor; le coût pour une durée de vie de 30 ans est estimé à 646,5 milliards de yens (5,6 milliards de dollars) . Ce standard comprend autre la mise du AN/ALQ-250 Eagle Passive Active Warning
Survivability System (EPAWSS), un système de guerre électronique détectant et neutralisant les menaces contre l'avion.

## Production

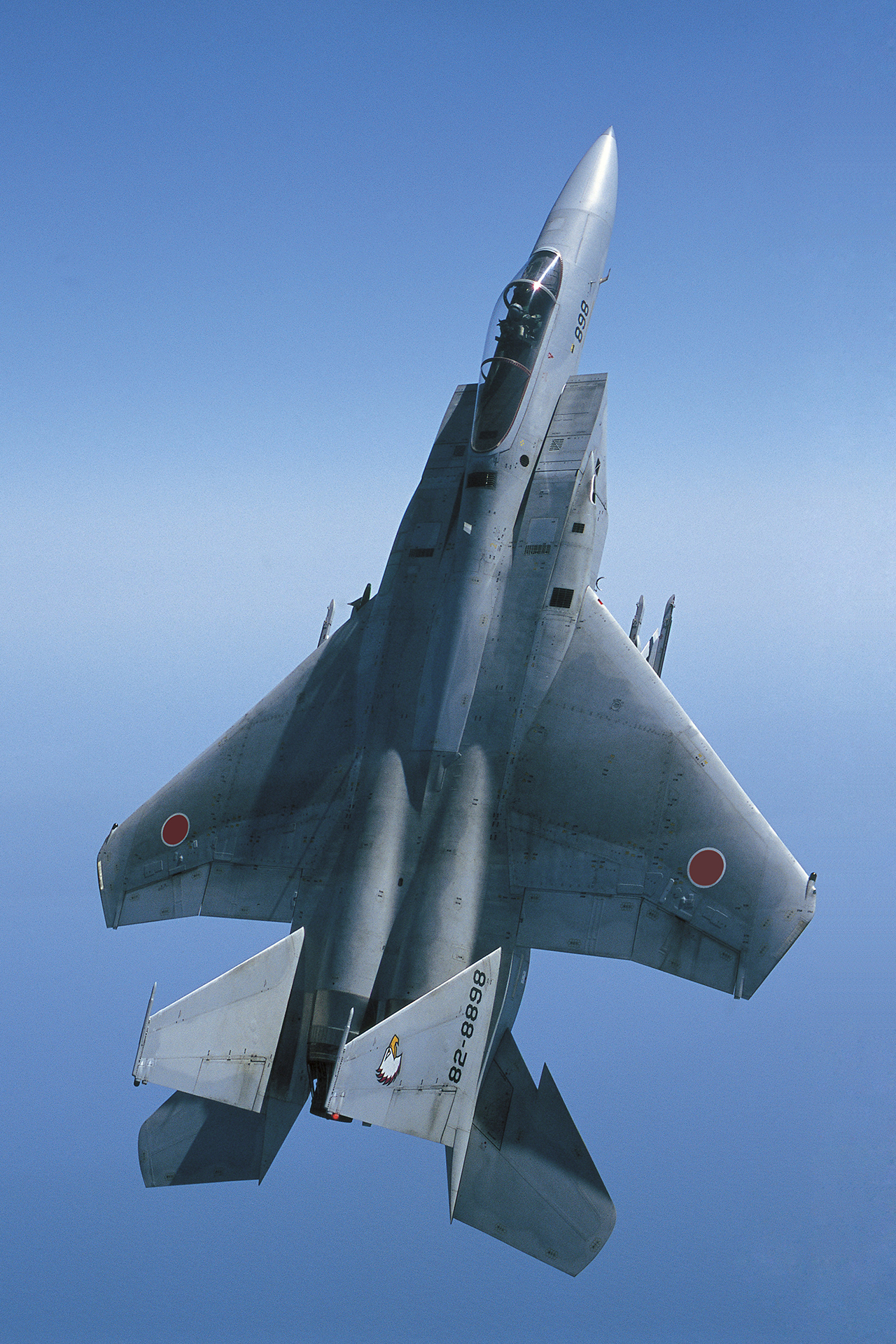
Un F-15SJ « pré-MSIP » effectuant une montée sous un angle d'incidence élevé.

### Lots de production
La production des F-15J et DJ a été divisée en dix-sept lots, numérotés C1 à C17. Ce seront les derniers F-15 monoplaces construits :
- Lots C1 à C5 : Exemplaires pré-MISP :
  - Lots C1 à C3 : Appareils équipés d’un avertisseur radar J/APR-4 uniquement ;
  - Lots C4 et ultérieurs : Appareils équipés d'un système de brouillage AN-ALE-45(J).
- Lots C6 à C17 : Exemplaires J-MSIP :
  - À partir du lot C7 : Système de brouillage J/ALQ-8 embarqué (F-15J uniquement) et radio V/UHF AN/ARC-182 ajoutés ;
  - À partir du lot C8 : Système d'alerte radar J/APR-4A ajouté ;
  - À partir du lot C12 : Remplacement des moteurs par des F100-IHI-220E ;
  - À partir du lot C14 : Ajout d'un avertisseur arrière J/APQ-1 (F-15J uniquement) et remplacement de l'avertisseur radar par un J/APR-4B.

### Désignation
- F-15SJ : Exemplaires désignés « pré-MSIP ». Cette désignation s'applique aux exemplaires des lots C1 à C5, livrés entre 1981 et 1984. Les appareils concernés sont les F-15J dont les numéros de série d'étalent de 02-8801 à 82-8898 et les F-15DJ dont les numéros de série d'étalent de 12-8051 à 52-8062 ;
- F-15MJ : Exemplaires désignés « J-MSIP ». Cette désignation s'applique aux 103 exemplaires des lots C6 à C17, livrés à partir de 1985. Les appareils concernés sont les F-15J dont les numéros de série d'étalent de 82-8899 à 82-8965 et les F-15DJ dont les numéros de série d'étalent de 52-8063 à 92-8098.

## Versions

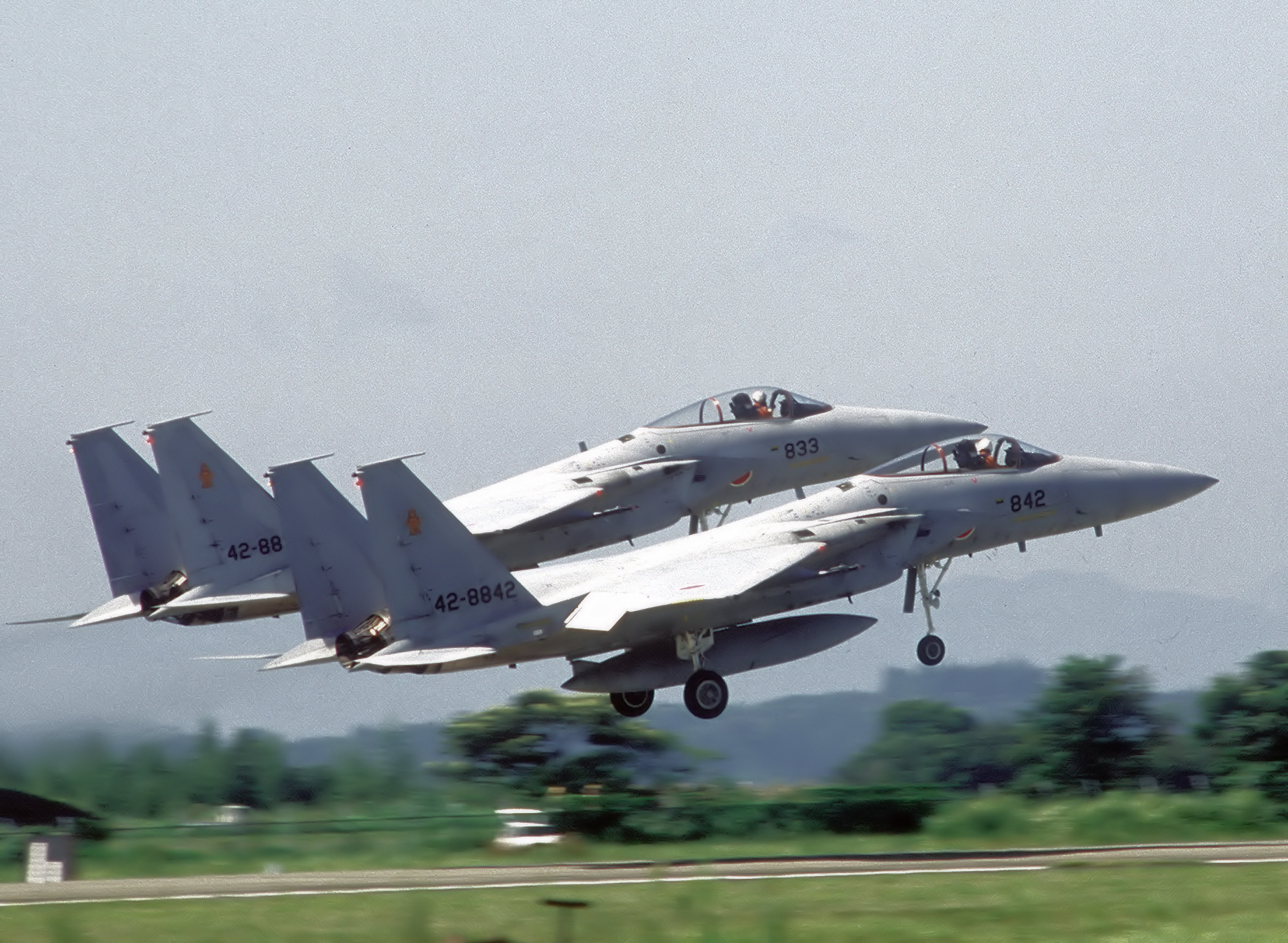
Deux F-15J du 202nd Tactical Fighter Squadron décollent, pendant un exercice conjoint Japon/États-Unis, en 1985.

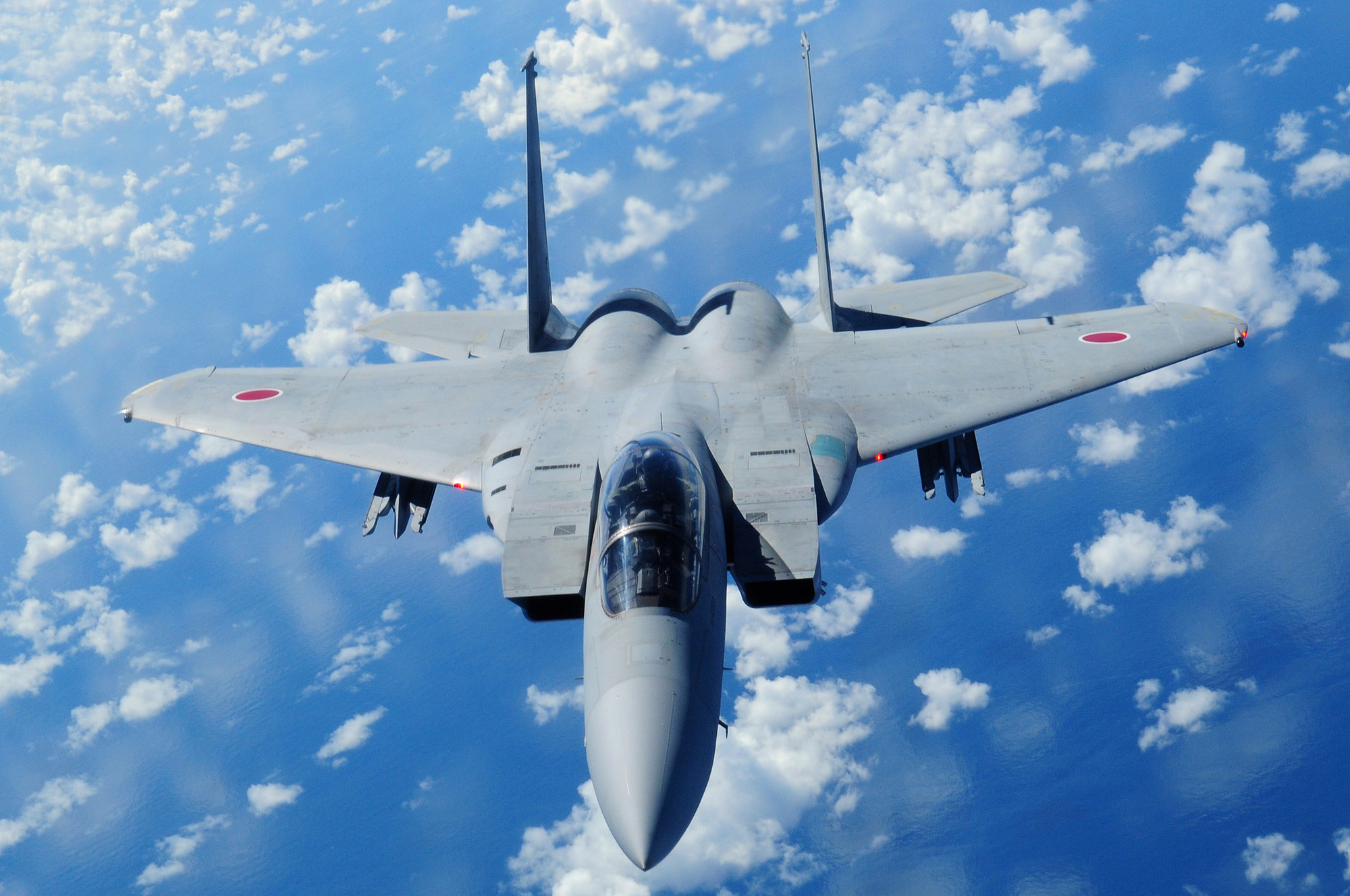
un F-15DJ après son ravitaillement en vol par un de l'US Air Force, en 2009.

- F-15J : Chasseur tout temps monoplace de supériorité aérienne pour la Force aérienne d'autodéfense japonaise. 139 exemplaires ont été produits sous licence au Japon par Mitsubishi entre 1981 et 1997, auxquels s'ajoutent deux exemplaires produits par le constructeur McDonnell Douglas, à Saint-Louis[40] ;
- F-15DJ : Version d'entraînement biplace à double commande pour la Force aérienne d'autodéfense japonaise. 12 exemplaires ont été produits à Saint-Louis et 25 exemplaires ont été produits sous licence par Mitsubishi entre 1981 et 1997[40].

## Utilisateurs
- Japon : La Force aérienne d'autodéfense japonaise possédait 155 F-15J et 45 F-15DJ [réf. nécessaire] en service opérationnel en 2018[41] :
  - 2nd Air Wing - Base aérienne de Chitose :
    - 201st Tactical Fighter Squadron (en) (1986–) ;
    - 203rd Tactical Fighter Squadron (en) (1983–).

  - 6th Air Wing - Base aérienne de Komatsu :
    - 303rd Tactical Fighter Squadron (en) (1987–) ;
    - 306th Tactical Fighter Squadron (en) (1997–).

  - 5th Air Wing - Base aérienne de Nyutabaru :
    - 202nd Tactical Fighter Squadron (en) (1981–2000)[42] ;
    - 305th Tactical Fighter Squadron (en) (1993–).

  - 9th Air Wing - Base aérienne de Naha :
    - 204th Tactical Fighter Squadron (en) (1984–) ;
    - 304th Tactical Fighter Squadron (en) (1990–)

  - Air Development and Test Wing (en) ;
  - Tactical Fighter Training Group (JASDF) (en)  (1990-).
  - 23rd Flying Training Squadron (en) (2000–).

## Carrière opérationnelle
Les F-15J de la Force aérienne d'autodéfense japonaise n'ont jamais été engagés au combat, que ce soit entre le Japon et d'autres pays ou au sein de partenariats avec l'OTAN. Ils réalisent toutefois très régulièrement des missions d'interception et d'escorte d'avions russes,,, ou chinois, s'approchant de l'espace aérien japonais.

## Spécifications techniques (F-15JMSIP)
Données de Federation of American Scientists.
Caractéristiques générales
- Équipage : 1 pilote
- Longueur : 19,43 m
- Envergure : 13,05 m
- Hauteur : 5,63 m
- Surface alaire : 56,5 m2
- Profil : 

  - Racine : NACA 64A006.6
  - Extrémité : NACA 64A203
- Masse à vide : 12 700 kg (28 000 lb)
- Masse typique : 20 200 kg (44 500 lb)
- Masse maximale au décollage : 30 845 kg (68 000 lb)
- Moteur : 2 turboréacteurs avec postcombustion Pratt & Whitney F100-220
  - Poussée à sec : 77,62 kN   chacun
  - Poussée avec postcombustion : 111,2 kN chacun
- Carburant : 6 100 kg (interne)

 Performances 
- Vitesse maximale : Mach 2,5+ (2 665 km/h)
- Distance franchissable : 2 800 km (1 511 NM)
- Rayon d'action en combat : 1 900 km (1 026 NM)
- Distance franchissable en convoyage : 4 600 km (2 484 NM)
- Plafond : 20 000 m (65 000 ft)
- Vitesse ascensionnelle : 15 240 m/min (254 m/s)
- Charge alaire : 358 kg/m2
- Rapport poids-poussée : 1,12

Armement

- Canons : 1 canon Gatling à six tubes M61 Vulcan de 20 mm, approvisionné de 940 obus
- Points d'emports : 10 points d'emport externes
- Missiles : Missiles air-air AAM-3, AAM-4 (en), AAM-5 (en), AIM-9 Sidewinder et AIM-7 Sparrow
- Bombes : Bombes aériennes Mark 82 et CBU-87

Avionique

- Radar à antenne active AN/APG-63(V)1 ;
- Système de guerre électronique J/ALQ-8 ;
- Récepteur d'alerte radar J/APR-4A ;
- Éjecteur de Paillettes AN/ALE-47 ;
- Radio V/UHF AN/ARC-182 ;
- Répondeur IFF AN/APX-101(V) ;
- Interrogateur IFF AN/APX-76A(V) ;
- Liaison de données tactiques J/ASW-10 ;
- Plateforme de navigation inertielle AN/ASN-109 ;
- Affichage tête haute AN/AVQ-20.

## Accidents
La Force aérienne d'autodéfense japonaise a perdu treize F-15J/DJ de 1983 à 2022,, :
- 20 octobre 1983 : Le F-15DJ immatriculé 12-8053, du 202nd Tactical Fighter Squadron, s'est écrasé dans l'océan Pacifique à 180 km à l'est de Nyutabaru, tuant ses deux membres d'équipage[50],[51],[53] ;
- 13 mars 1987 : Le F-15J immatriculé 42-8840, du 204th Tactical Fighter Squadron, s'est écrasé à 160 km à l'est de Hyakuri, tuant son pilote[51],[54] ;
- 29 juin 1988 : Le F-15J immatriculé 22-8808, du 303rd Tactical Fighter Squadron, a percuté en vol le F-15J immatriculé 22-8808 alors qu'il effectuait des manœuvres évasives pendant un entraînement au combat. L'avion a pris feu et s'est écrasé dans l'Océan Pacifique à environ 180 km au nord-ouest de la base aérienen de Komatsu. Le pilote a été tué[51],[55] ;
- 2 juin 1990 : Le F-15J immatriculé 52-8857, du 204th Tactical Fighter Squadron, s'est écrasé, pendant un entraînement à l'interception au-dessus de la mer de Kashimanada, à 70 km à l'est de la préfecture d'Ibaraki. À 19 h 24, alors qu'il descendait de 1 000 à 5 000 ft et qu'il retournait vers sa base, l'avion a disparu des radars et s'est écrasé dans l'océan, à environ 70 km à l'est de la base aérienne d'Hyakuri. Le pilote a été tué[51],[56] ;
- 13 décembre 1991 : Le F-15DJ immatriculé 12-8079, du 201st Tactical Fighter Squadron, s'est écrasé dans la mer du Japon lors de son approche à l'atterrissage sur la base aérienne de Komatsu, après qu'une explosion se soit produite à l'arrière de l'avion. Le pilote a été blessé après s'être éjecté à basse altitude[51],[57] ;
- 27 octobre 1992 : Le F-15J immatriculé 72-8884, du 204th Tactical Fighter Squadron, s'est écrasé en mer alors qu'il rentrait à la base, près d'Onahama, dans la préfecture de Fukushima, à environ 60 km au nord-est de la ville de Hitachi. Le pilote est parvenu à s'éjecter mais est décédé plus tard[51],[58] ;
- 6 octobre 1993 : Le F-15DJ immatriculé 82-8064, du 202nd Tactical Fighter Squadron, s'est écrasé dans l'Océan Pacifique à environ 20 km au sud de la ville de Tomakomai, après avoir connu une défaillance du système de carburant. Les deux membres déquipage se sont éjectés et ont été secourus[50],[51],[59] ;
- 6 octobre 1995 : Le F-15J immatriculé 72-8891, du 303rd Tactical Fighter Squadron, est sorti de la piste au décollage pour une mission d'entraînement de nuit à la défense aérienne. Le pilote est resté à bord et est sorti de l'avion par ses propres moyens après l’extinction de l'incendie qui a suivi la sortie de piste[60] ;
- 22 novembre 1995 : Le F-15J immatriculé 52-8846, du 303rd Tactical Fighter Squadron, basé à Komatsu, a été abattu pendant un entraînement à l'interception par un AIM-9L Sidewinder tiré accidentellement par son ailier. Le pilote s'est éjecté en sécurité et a été récupéré par un bateau de pêche, avant d'être récupéré par un hélicoptère de la Force aérienne japonaise[50],[51],[61] ;
- 11 septembre 2008 : Le F-15J immatriculé 72-8883, du 303rd Tactical Fighter Squadron, s'est écrasé dans la mer du Japon pendant un vol d'entraînement à la suite d'un problème moteur, à environ 30 km au sud-ouest de l'île de Mishima. Le pilote s'est éjecté en sécurité[62] ;
- 5 juillet 2011 : Pendant un vol d'entraînement, le F-15J immatriculé 72-8879 s'est écrasé en mer de Chine orientale, à environ 180 km au nord-ouest de la ville de Naha, sur l'île d'Okinawa. L'aérofrein et un morceau d'une aile de l'avion ont été retrouvés environ une heure plus tard, mais le pilote, le major Yuji Kawakubo, n'a pas été retrouvé et est présumé mort[63],[64].
- 31 janvier 2022 : Le F-15DJ immatriculé 32-8083  du Tactical Fighter Training Group (JASDF) (en) s'abîme en mer a quelques kilomètres de la base aérienne de Komatsu peu après le décollage pour une mission d'entrainement de nuit. Les deux pilotes, au matin du 3 février, sont portés disparus[65].